# Boxiganga
Boxiganga er en dokumentarfilm fra 1967 instrueret af Tom O'Horgan efter manuskript af Elsa Gress.

## Handling
Filmen trækker en parallel mellem teatergruppen la Mama og renaissancens omvandrende skuespillertrup, Boxianga. La Mama følges under et besøg i København.